# Plateaux, Togo
Plateaux är en av de fem regionerna i Togo. Regionen ligger i södra Togo och gränsar i norr till regionen Centrale och i söder till regionen Maritime. I öster gränsen Plateaux till Benin och i väster till Ghana. Huvudort i regionen är staden Atakpamé.
Regionen Plateaux är indelad i tolv prefekturer:
| Prefektur  | Invånare (2022) | Huvudort      |
| ---------- | --------------- | ------------- |
| Agou       | 85 793          | Agou-Gadjepe  |
| Akébou     | 73 830          | Kougnohou     |
| Amou       | 114 172         | Amlamé        |
| Anié       | 180 158         | Anié          |
| Danyi      | 40 240          | Danyi-Apéyémé |
| Est-Mono   | 164 460         | Elavagnon     |
| Haho       | 305 096         | Notsé         |
| Kloto      | 145 986         | Kpalimé       |
| Kpélé      | 80 939          | Kpélé-Adéta   |
| Moyen-Mono | 90 505          | Tohoun        |
| Ogou       | 253 467         | Atakpamé      |
| Wawa       | 101 300         | Badou         |
| Total      | 1 635 946       |               |